# Торопогрицкий, Алексей Алексеевич
Алексе́й Алексе́евич (Алексий) Торопогри́цкий (1762 или 1763 — 11 (23) июля 1828) — русский православный военный священник, протоиерей.

## Биография
С 31 марта 1808 по 1 января 1816 года являлся настоятелем санкт-петербургского Спасо-Преображенского всей гвардии собора. Фактически служил в соборе только до 29 апреля (11 мая) 1812 года, когда был назначен полевым обер-священником 1-й Западной армии. В этом качестве принимал участие в Отечественной войне 1812 года, а затем — в Заграничных походах русской армии. За безупречную службу во время кампаний 1812—1814 годов был награждён орденом Святой Анны 2-й степени.
«В 1815 году при образовании Главного штаба Е. И. В. в состав его введена была новая должность обер-священника с подчинением ему духовенства гвардии, а позже и гренадерского корпуса. Этот обер-священник назначался по непосредственному усмотрению императора». На эту должность, ранее не существовавшую, императором Александром I был назначен Торопогрицкий.
По состоянию на 1821 год — также протоиерей Малой церкви Зимнего дворца и Всей гвардии Преображенского собора.
Скончался в Санкт-Петербурге 11 (23) июля 1828 года. Был похоронен в церкви Воскресения Христова на Волковом православном кладбище в Санкт-Петербурге.